# Johann Gottfried von Herder
Pour les articles homonymes, voir Herder.
Johann Gottfried (von) Herder (né le 25 août 1744 à Mohrungen et mort le 18 décembre 1803 à Weimar) est un poète, théologien et philosophe allemand. Ami et mentor du jeune Goethe, ce disciple de Kant est considéré comme l'inspirateur du Sturm und Drang et des deux grands Classiques de Weimar, Goethe et Schiller, dans leur jeunesse.

## Éléments biographiques

### Sa jeunesse
Johann Gottfried Herder est le fils du cantor et maître d'école Gottfried Herder (1706-1763) et de sa deuxième épouse Anne-Élisabeth, née Peltz (1717-1772). Imprégné de la foi piétiste de ses parents, il se destine à étudier la théologie. À la mort prématurée de son cadet Carl Friedrich, il compose son tout premier poème, Auf meinen ersten Todten! das Liebste, was ich auf dieser Welt verloren (« À mon premier disparu, le plus cher que je puisse perdre »). Il se trouva affecté d'une fistule lacrymale, qui le fit souffrir pour le restant de sa vie. Les relations avec ses parents étaient tendues, mais pas au point qu'il eût dû renoncer à ses études. Herder fréquenta l'école de latin de Mohrungen, bourg de Prusse-Orientale qui ne comptait alors qu'à peine 2 000 habitants. Il y fut marqué par l'enseignement du diacre Sebastian Friedrich Trescho, prêtre piétiste dont il devint le factotum. Moyennant ses heures de service, ce dernier le laissait librement piocher dans sa riche bibliothèque. Puis un chirurgien militaire russe, J.-C. Schwarz-Erla, lui proposa à l'été 1762 de quitter Mohrungen pour étudier la chirurgie à Königsberg. Il ne devait plus revoir sa famille ni ses anciens amis.

### Études à Königsberg

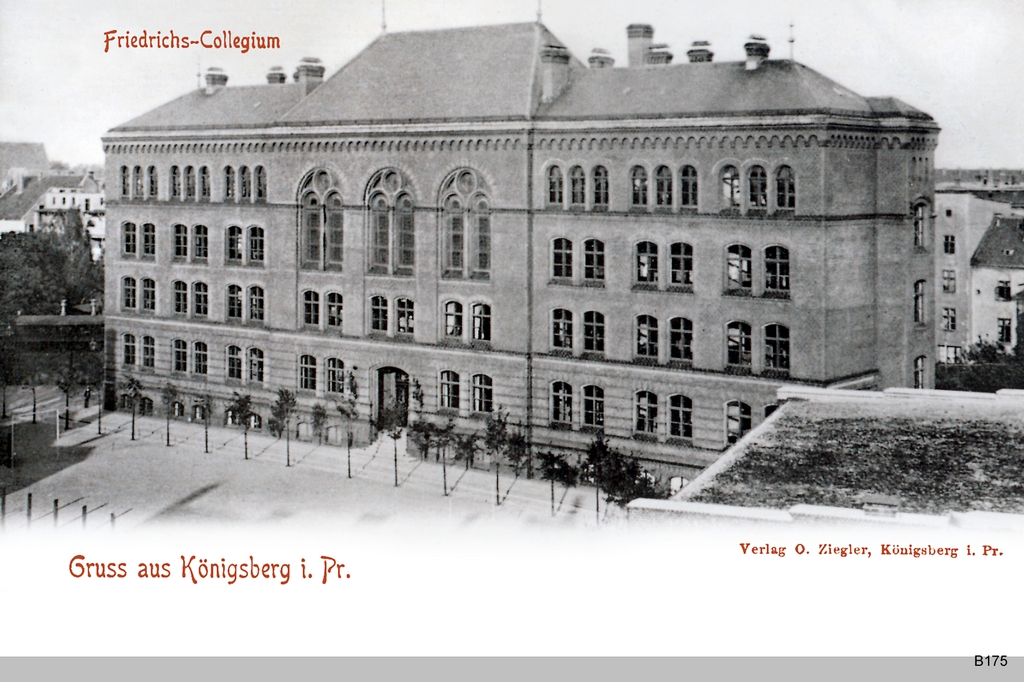
Le Fredericianum de Königsberg, lycée aristocratique où Herder fut répétiteur.

À Königsberg, Herder ne tarda pas à s'apercevoir qu'il n'était pas fait pour le métier de chirurgien, et s'inscrivit à la faculté de théologie de l’Université de Königsberg. Il trouva en la personne du bibliothécaire Johann Jakob Kanter un protecteur, qui avait été conquis par un de ses poèmes anonymes, Ode à Cyrus – que Herder avait secrètement adressé au tsar réformiste Pierre III. Kanter lui procura un emploi de répétiteur au Collège Fridericianum, ce qui permit à Herder de se consacrer en toute quiétude à ses études. De tous les professeurs de l'université, Emmanuel Kant fut le seul à captiver le jeune étudiant. Hors du cercle universitaire, il cultivait la conversation de Johann Georg Hamann, et lisait avidement Jean-Jacques Rousseau. Il se mêla au cercle de lettrés qui réunissait Th.-G. Hippel, Johann Georg Hamann, Johann George Scheffner (de) et Kant. Herder, qui suivit de 1762 à 1764 tous les cours de Kant sur l'astronomie, la logique, la métaphysique, la philosophie morale, les mathématiques et la physiographie, rapporta plus tard à ce sujet :

« Je me remémore avec reconnaissance la rencontre et l'enseignement d'un philosophe qui, dans mes années de jeunesse, fut pour moi un véritable modèle d'humanité (…) Sa philosophie incitait à penser par soi-même, et je ne puis pratiquement rien me représenter de plus érudit ni de plus pertinent que sa conversation. »

— Johann Gottfried von Herder, Briefe zur Befforderung der Humanität

### Premiers essais littéraires

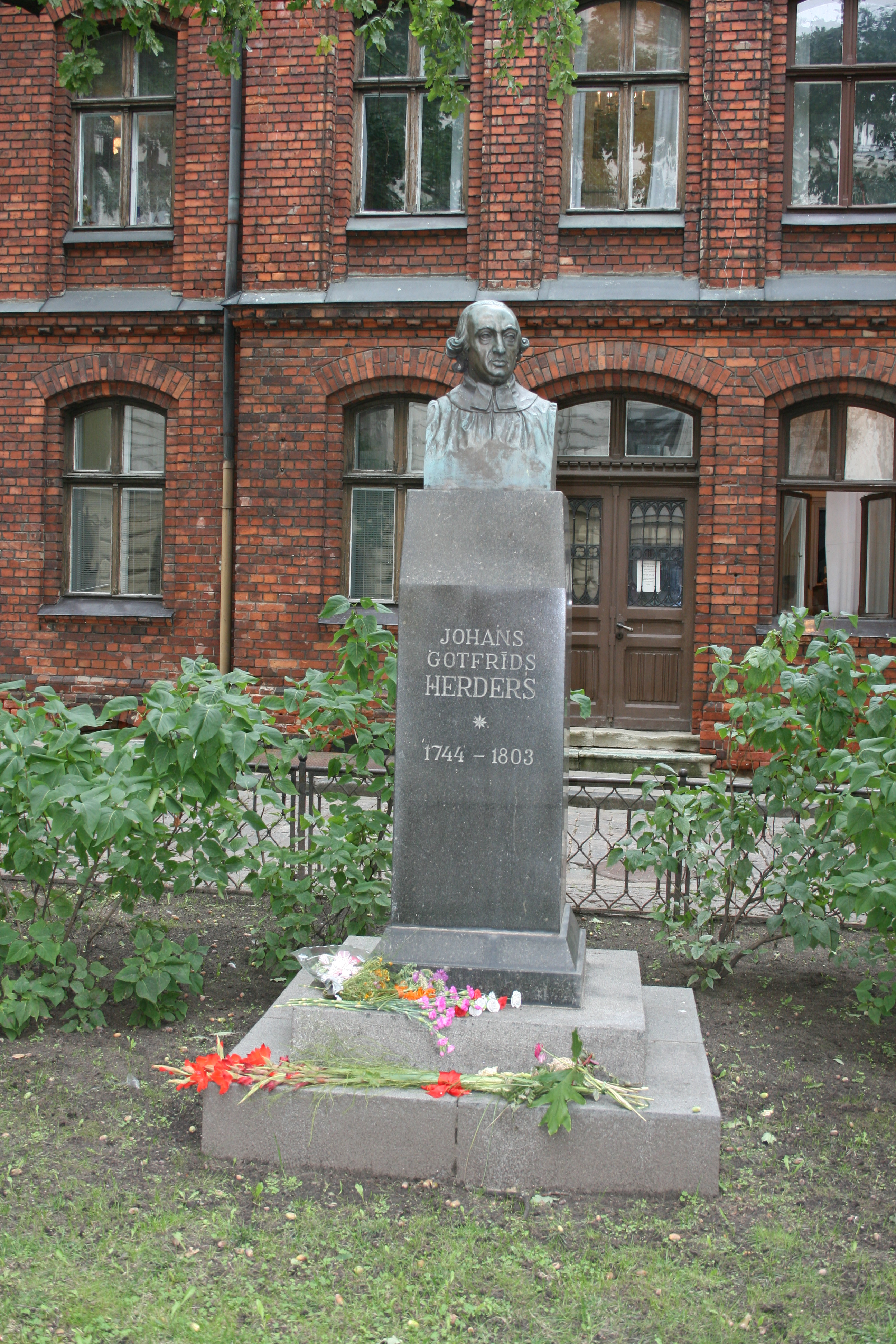
Statue de Herder à Riga

Herder se mit d’abord à composer des poèmes et à rédiger des billets critiques pour le journal de Kanter, le Königsbergische Zeitung. En 1763, il obtint une bourse du comte de Dohna et concourut pour le prix de morale de la Société patriotique suisse, sur le thème « Comment les Lumières de la Philosophie peuvent-elles concourir universellement et utilement au Bien du Peuple? » (Wie können die Wahrheiten der Philosophie zum Besten des Volkes allgemeiner und nützlicher werden?). Dans sa dissertation, il fait du travail humain, comme Kant, puis plus tard Hegel et Fichte, le but de l’existence et un devoir moral. Appelé à enseigner à l’automne 1764 au séminaire cathédral de Riga, il dut renoncer en raison de la levée en masse contre l’envahisseur russe. L’incendie de la ville lui inspira, peu avant sa mobilisation, la Complainte sur les cendres de Kœnigsberg. Il exerça le ministère de coadjuteur à Riga jusqu’en 1769, puis celui de pasteur-suppléant dans deux temples des faubourgs de cette capitale de la Livonie (l’église de Jésus et l’église Sainte-Gertrude), qui à l’époque jouissait encore de l’indépendance d’une cité-république. Il s’y créa un cercle de relations considérable tout en obtenant l’estime des autorités et de la noblesse du pays. Les cercles des notables le reconnurent comme un de leurs membres, par l’intermédiaire notamment de l’échevin Johann Christoph Berens (de) et de ses frères Gustav, Karl et Georg, à qui il avait été recommandé par Hamann.
Son premier essai systématique « Sur la pratique de plusieurs langues savantes » paraît en 1764 dans le Rigaer Blatt (Ueber den Fleiß in mehreren gelehrten Sprachen) ; il y emploie pour la première fois deux expressions typiques de son style : le « caractère national » et le « Génie ». Au mois de juin 1766, il est reçu dans la loge maçonnique de Riga Zum Schwert (« À l’épée »). L'empreinte laissée sur lui par cette affiliation transparaît entre autres dans un essai « Les premiers vestiges humains » (Älteste Urkunde des Menschengeschlechts). L’un de ses frères de loge, l’écrivain et recteur Johann Gotthelf Lindner (de), joua désormais un rôle-clef pour le reste de sa vie. C’est de cette époque que datent ses premières grandes œuvres, publiées par son ami Johann Friedrich Hartknoch (de) : Fragments sur la nouvelle littérature allemande (1766–1767), Sur les écrits de Thomas Abbt (1768) et la plus importante, parue en 1769 anonymement : « Sylves critiques, ou considérations relatives à la connaissance et à l’art du Beau » (Kritische Wälder, oder Betrachtungen die Wissenschaft und Kunst des Schönen betreffend). Il y généralise sa philosophie du langage, qui repose sur un principe posé par Hamann, à savoir que « la poésie est le langage premier de l'Humanité. » Les productions littéraires de toutes les nations sont, d’après Herder, conditionnées par le génie particulier du peuple et de la langue. C’est dans ce manifeste qu'il forge le concept de Zeitgeist.
Il maintient à cette époque un commerce littéraire suivi avec Johann Wilhelm Ludwig Gleim et Friedrich Nicolai. C'est d’ailleurs à la demande de ce dernier qu’il accepte de devenir collaborateur de la collection Allgemeine deutsche Bibliothek (ADB), pour laquelle il rédigera une quarantaine de notices jusqu'en 1773. Sur le plan littéraire, il fait siennes les vues de Nicolaï, qui s’en prendra bientôt au mouvement du Sturm und Drang et du Romantisme naissant. Herder critiquait vigoureusement à la fois la tendance orthodoxe de la théologie et l’attitude défiante des prêtres envers ses projets de réforme de l’éducation. Il vitupérait entre autres le poids excessif des études latines dans l’espace germanophone. Il devint la cible de Christian Adolf Klotz, un professeur de Halle, et de ses disciples, ce qui assombrit sa période de Riga. Il refusa d’abord en 1767 une proposition de recrutement par l’université de Saint-Pétersbourg, mais en 1769 l’accumulation des attaques personnelles le poussèrent à donner sa démission de toutes ses charges à Riga, pour aller s’établir en Europe centrale. Il renonça même à sa charge de pasteur auxiliaire de la paroisse Jésus de Riga.

### Précepteur itinérant

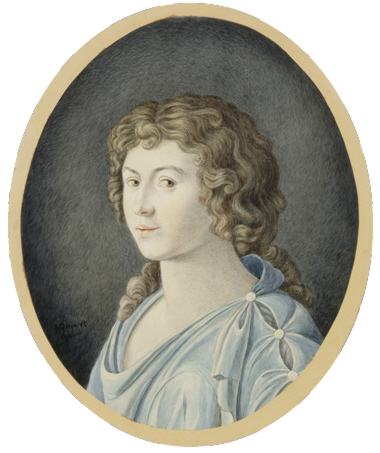
Karoline Herder née Flachsland, portrait par Anna Gerhardt (1941) d'après une aquarelle de 1770 (musée Gleimhaus à Halberstadt).

Avec l'aide d'un ami, à savoir son éditeur de Riga Johann Friedrich Hartknoch, franc-maçon et homme de confiance de Hamann, de Kant et de Kanter, Herder entreprit en 1769 un voyage avec Gustav Berens, qui l'amena d'abord à Nantes. Son Journal de voyage de 1769, rédigé pour l'occasion, ne sera publié qu'en 1846. De Nantes il gagna Paris, où il débattit fermement avec les Encyclopédistes, ce qui le fit connaître de Denis Diderot, et de d’Alembert.
Ne tenant plus à être à charge de ses amis, il entra comme chapelain au service de la cour du prince zu Eutin, Peter Friedrich Wilhelm von Holstein-Gottorp (1754–1823). Au mois de décembre 1769, il rentra au château d’Eutin, en passant par Bruxelles, Anvers, Amsterdam et Hambourg, et arriva en Poméranie au début de 1770. À Hambourg, il avait pu rencontrer Gotthold Ephraim Lessing, Johann Joachim Christoph Bode, Johann Bernhard Basedow, l’ancien Johann Melchior Goeze (de) et Matthias Claudius. Au mois de juillet, la cour quitta Eutin et Herder, qui accompagnait ses mécènes, visita ainsi Hanovre et Cassel ; à Göttingen il fit la connaissance de Heinrich Christian Boie.
Il avait reçu, peu avant ce voyage, une offre du comte de Schaumburg-Lippe depuis Bückeburg. Lors d'un bref séjour à Darmstadt, Herder s'entretint avec l'expert militaire Johann Heinrich Merck et par son entremise, il fit la connaissance de Maria Karoline Flachsland (de), l'amour de sa vie. Ce coup de foudre suscita chez Herder le désir de mener une vie plus stable. Il poursuivit néanmoins le voyage avec les princes à Mannheim puis à Strasbourg, où il rencontra pour la première fois le jeune Goethe. C'est alors que Herder présenta sa démission à la cour d’Eutin (acceptée en octobre), et se mit au service des comtes de Schaumburg-Lippe comme chapelain de la petite résidence de Bückeburg et membre du Consistoire, mais son affection oculaire le contraignit momentanément à demeurer à Strasbourg.
Là, il sensibilisa le jeune Goethe, de cinq ans son cadet, à la poésie d'Homère, de Pindare, d’Ossian, de Shakespeare, de Hamann, ainsi qu'au folklore allemand et au charme gothique de la cathédrale. Ils lurent Laurence Sterne, Oliver Goldsmith, Johann Joachim Winckelmann, Klopstock, Shaftesbury, Rousseau, Voltaire et le baron d’Holbach. Au salon littéraire de Darmstadt, Herder critiqua le premier titre que Goethe avait donné à son Götz von Berlichingen (Gottfried von Berlichingen à la Main de Fer), indiquant qu'il s'agissait d'une confusion avec une œuvre de Shakespeare.

### Chapelain à Bückeburg
Vers la fin du mois d'avril 1771, à l'invitation du conseiller Westfeld (de), Herder prit ses fonctions de premier chapelain au palais des comtes de Schaumburg-Lippe et de membre du consistoire de l’Église protestante luthérienne de Schaumbourg-Lippe, prêchant à l'église (Stadt- und Residenzkirche) de Bückeburg. Mais très vite, même si la comtesse Maria appréciait beaucoup Herder, ses relations devinrent tendues avec le comte Frédéric-Guillaume, despote éclairé qui éprouvait une passion exclusive pour la chose militaire et ne supportait guère la contradiction.
Les années de Herder à Bückeburg coïncident avec sa période d'adhésion au Sturm und Drang. Son essai de 1772, couronné par l'Académie de Berlin : « Remarques sur l'origine des langues » (Abhandlung über den Ursprung der Sprache), dont il avait démarré la rédaction à Strasbourg, inaugure une série d'écrits qui serviront de modèle à la littérature et à la linguistique allemande naissantes. Avec Goethe et Merck, il lance la même année un magazine littéraire, les Frankfurter Gelehrten Anzeigen, d'inspiration bourgeoise et libérale, et y donne plusieurs notices critiques sur des essais historiques, philosophiques et religieux. En 1773, il peut enfin épouser Caroline Flachsland.
Alors que la rupture avec Merck est consommée, ses analyses publiées en annexe de « Le style et l'art allemands » (Von deutscher Art und Kunst, Hambourg, 1772) : « Ossian et les odes des anciens peuples » (Ossian und die Lieder alter Völker), Shakespeare, ainsi que son essai sur les « Causes du déclin du goût chez les divers peuples où il a fleuri » (Ursache des gesunkenen Geschmacks bei den verschiedenen Völkern, da er geblüht, 1775), couronné par l'Académie royale des sciences de Prusse, font de Herder le héraut du Sturm und Drang, courant littéraire qui entend promouvoir une poésie spontanée et vivante. Herder appréciait d'autant plus la poésie qu'elle se rapprochait de la Nature. Il affirmait que les compositions les plus nobles étaient celles des peuples premiers, « fils farouches de la Nature ». La culture, au sens où l'entend Herder, est néfaste à la poésie inspirée. S’appuyant sur les odes d'Homère et de Shakespeare, il montre que même chez les peuples « non-civilisés » la Poésie est le germe de cristallisation des formes de sociétés humaines. Cette idée, il ne la retrouve pas uniquement chez Homère, mais aussi dans l'Ancien Testament sous la plume de Moïse, avec les Dix commandements, ou encore dans les Edda ; de là son appel à préserver, non seulement le patrimoine littéraire vieil-allemand, mais aussi les poèmes de la mythologie nordique et les lais des Minnesänger.
Goethe, Herder et Gottfried August Bürger ont collaboré jusqu'en 1775 au Der Wandsbecker Bothe (de), journal publié par Matthias Claudius.
Dans son pamphlet « Une autre philosophie de l'histoire » (Auch eine Philosophie der Geschichte, 1774) il dénonçait la culture contemporaine comme stérile et désincarnée. Simultanément, il annonçait une nouvelle façon d'écrire l'histoire, à la fois distincte du pessimisme de la décadence et de la foi aveugle dans le progrès. Herder découpe l’Histoire en époques qui s'enchaînent les unes aux autres de façon organique, qui possèdent leur propre système de valeurs, et qu'il faut se garder de juger avec un système de valeurs qui leur est étranger.
Il composa Brutus. Drame musical mis en musique par Johann Christoph Friedrich Bach, un ami proche. Leur collaboration a produit les oratorios L’Enfance de Jésus et La Résurrection de Lazare (1773) ainsi que quelques cantates et deux pièces dramatiques (Brutus, déjà cité, et Philoctète, tous deux de 1774), où le critique d'art, en étroite association avec son compositeur, entend clairement mettre en pratique ses principes d'esthétique musicale. Cet engouement prit fin en 1776.
Si son pamphlet Auch eine Philosophie avait soulevé la réprobation, ce n'était encore rien en regard des protestations suscitées par ses écrits (semi-)théologiques postérieurs : « Les premiers vestiges humains » (Ältesten Urkunde des Menschengeschlechts, 1774–1776), Briefen zweener Brüder Jesu in unserm Kanon (1775), ses Éclaircissements sur le Nouveau Testament, d’après une source orientale récemment mise au jour (1775) et les « Quinze lettres provinciales à un prédicateur » (An Prediger, 1774). Ces attaques le détournèrent de publier son recueil des Volkslieder déjà prêt pour l'impression. Elles accrurent son irritabilité et une défiance naturelle déjà très tôt perceptible dans son caractère.
Les Fragments de Physiognomonie pour une meilleure connaissance et un plus grand amour de l'Homme de Johann Kaspar Lavater, accompagnés de notes de Herder, parurent entre 1775 et 1778. Mais vers 1780 il prit pourtant ses distances avec le mysticisme religieux de Lavater, et les mêmes raisons le firent renoncer à approfondir l'étude de la pensée de Swedenborg.

### Surintendant à Weimar

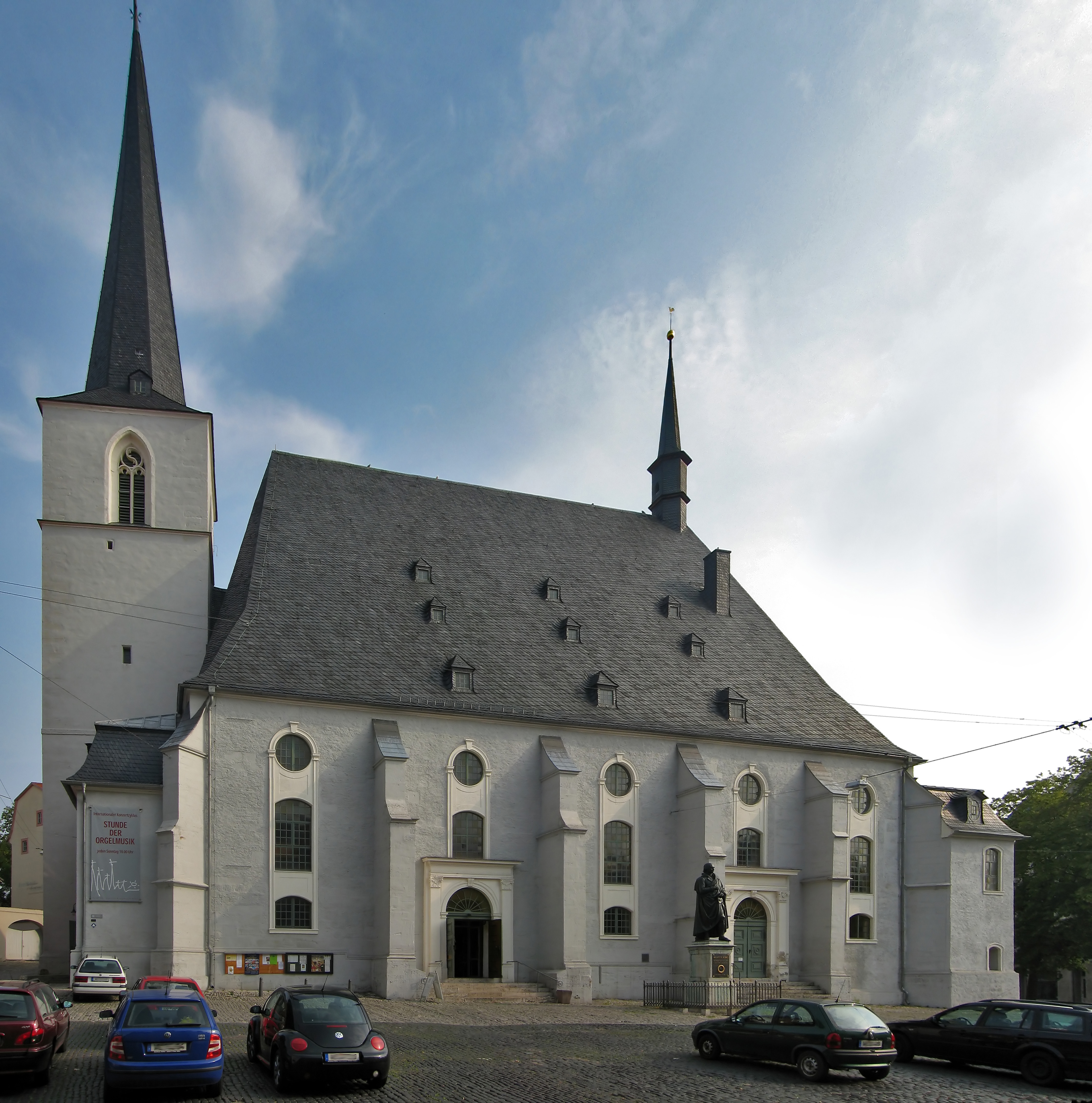
L'église Saint-Pierre-et-Paul de Weimar (église Herder).

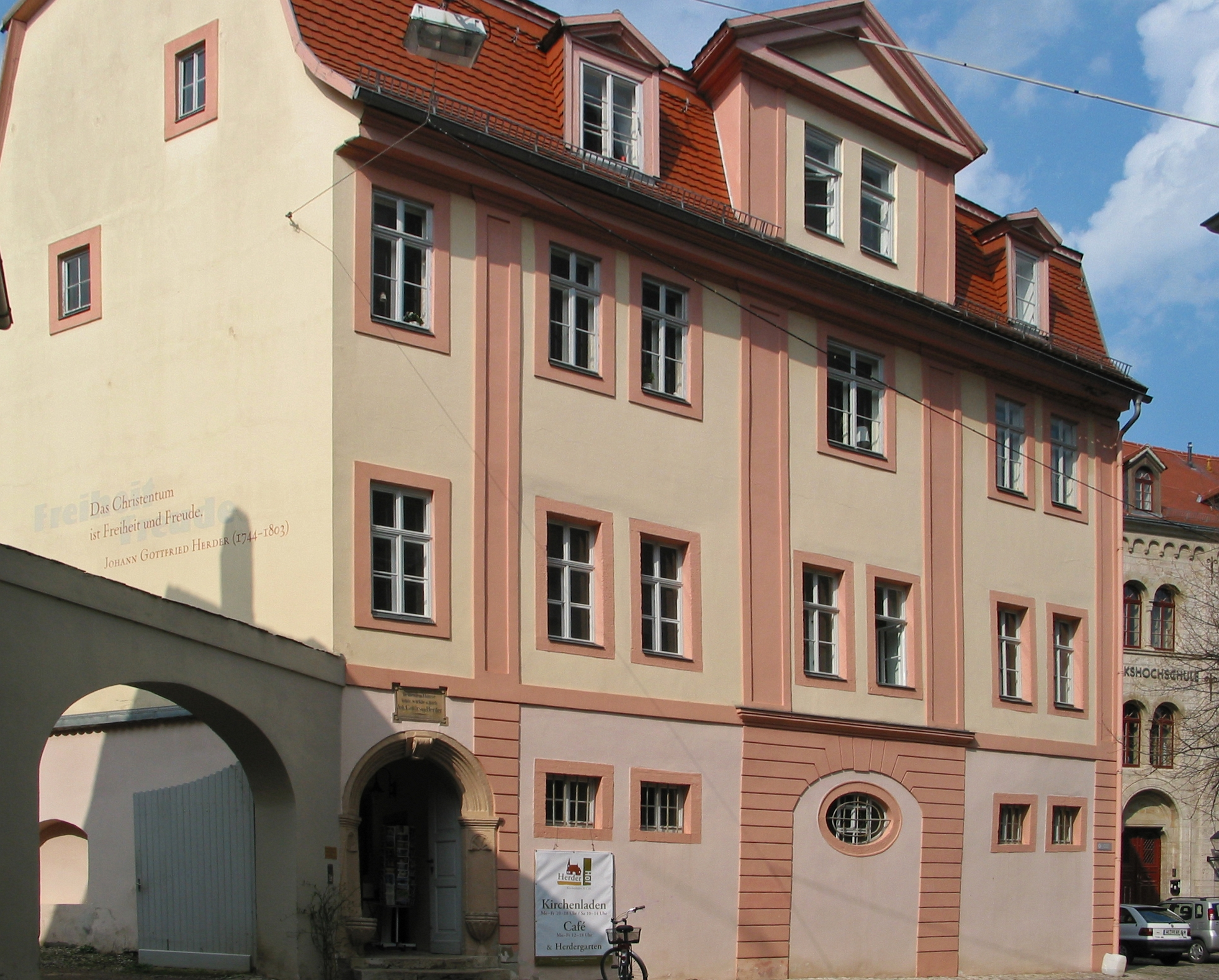
La maison de Herder, derrière la cathédrale Saint-Pierre-et-Paul de Weimar.

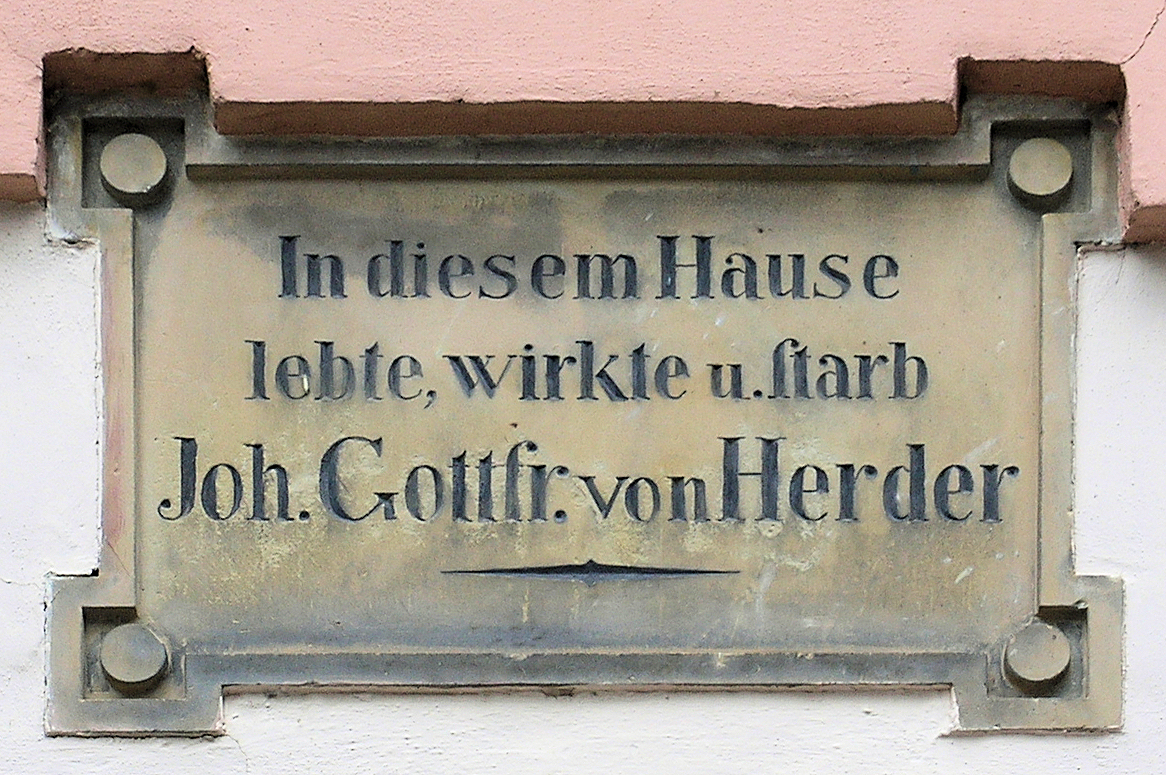
Plaque commémorative sur le porche de sa maison au no 8 de la Herderplatz.

Herder était en pourparlers pour une chaire à l’université de Göttingen (où on voulait qu'il prononce un discours afin de s'assurer de la conformité de ses vues religieuses), lorsqu'au printemps 1776, il reçut, à l'instigation de Goethe, l'offre de devenir surintendant, membre et premier pasteur du consistoire évangélique et ancien de l’église Saint-Pierre-et-Paul de Weimar. À la mort de son mécène de Bückeburg, la comtesse Maria, il décida d'accepter cette proposition et arriva à Weimar le 2 octobre 1776. Il emménagea dans une maison de style baroque située juste derrière la cathédrale (aujourd'hui appelée Herderkirche), située au no 8 de la Place Herder ; c'est là qu'il vécut désormais. De 1776 à 1803, outre ses responsabilités paroissiales, il exerce comme directeur du lycée Wilhelm-Ernst voisin ainsi que d'éphore des Écoles de tout le Duché de Saxe-Weimar.
Il se lia d'amitié avec Karl Ludwig von Knebel (de), August von Einsiedel (de) et l'éditeur de Der Teutsche Merkur (de) (1773–1789), Christoph Martin Wieland, pour lequel il rédigea des notices sur Hutten, Copernic, Reuchlin, Savonarole, Sulzer, Winckelmann et Lessing. Il se lança dans une controverse avec Lessing, à propos d'un essai d'esthétique que ce dernier avait publié en 1766 : « Laocoon, ou les limites entre peinture et poésie » (Laokoon oder über die Grenzen der Mahlerey und Poesie). Herder, néo-humaniste, s'y affirme comme un partisan de la critique rousseauiste.
Malgré la fertilité de son inspiration littéraire, Herder se sentait un peu trop à l'étroit à Weimar. Il dit de sa position à Weimar :
« Ici tout le monde m'aime bien : la Cour, les gens et les grands, les compliments pleuvent. Je me retire dans le confort de mon travail, comme si j'avais toujours vécu à Bückeburg. »
Le processus par lequel les plus éminents représentants du Sturm und Drang se muèrent en protagonistes du Classicisme de Weimar est perceptible chez Herder dès la fin des années 1770. Ses premiers écrits de Weimar ne remontent qu'à 1778. Ce sont des apostilles à ses essais d'esthétique : « La connaissance et le sentiment par l’âme humaine. Remarques et rêveries » (Vom Erkennen und Empfinden der menschlichen Seele. Bemerkungen und Träume), « Sculpture : considérations sur la forme et la représentation inspirées par le Rêve de Pygmalion » (Plastik. Einige Wahrnehmungen über Form und Gestalt aus Pygmalions bildendem Traum) et l'édition des Lieder der Liebe, avec une traduction du Cantique des Cantiques de Salomon ainsi que les Chants traditionnels, préparés de longue main. Par sa notice « Sur la place de la poésie dans les mœurs des peuples anciens et modernes » (Über die Wirkung der Dichtkunst auf die Sitten der Völker in alten und neuen Zeiten), il entend réaffirmer l'idée que la vraie poésie est la langue du sentiment. Il souhaitait que ses Chants traditionnels, soigneusement choisis et traduits, touchent le public le plus large.

### Amitié avec Goethe
Depuis le début des années 1780, ses relations avec Goethe s'étaient améliorées. Les idées de ce dernier sur la croissance organique comme principe de l'histoire naturelle faisaient écho à ses premières idées sur la morphologie de l’histoire des différentes cultures humaines. En cela il se trouva un allié dans l'ex-catholique Karl Leonhard Reinhold. En 1780, son essai « Sur l'influence réciproque des Sciences et de la Politique » (Vom Einfluss der Regierung auf die Wissenschaften und der Wissenschaften auf die Regierung) fut récompensé par l'Académie de Berlin. Au cours de ces années, où il était accablé à la fois par la maladie et les difficultés financières, il fit paraître ses « Lettres relatives à l'étude de la théologie » (Briefe, das Studium der Theologie betreffend, 1780–1781) et tout un recueil de sermons, ainsi qu'un essai inachevé, « L'esprit de la poésie hébraïque » (1782–1783). Son biographe Rudolf Haym écrit de cet ouvrage qu'il a « fait autant pour la connaissance et la compréhension de l'Orient, que les écrits de Winckelmann pour l’art antique et l'archéologie. »
En 1783, Herder partit pour Hambourg et y fit la connaissance de Klopstock ; il rendit visite à Matthias Claudius, Johann Friedrich Wilhelm Jerusalem à Brunswick, et à Johann Wilhelm Ludwig Gleim à Halberstadt ; il se lia d'amitié avec Friedrich Heinrich Jacobi.
Son chef-d’œuvre Idées sur la philosophie de l'histoire de l'humanité (1784–1791) repose sur un principe qu'il avait exposé dans des écrits mineurs. Il s'agit d'une synthèse de ses connaissances sur la Terre et les Hommes, dont la seule visée est la culture des hommes qui ne servent que les besoins élémentaires de la terre, et qui doivent ramener à elle. Il y expose ses idées sur les langues, les mœurs, la religion et la poésie, sur les méthodes et le développement des arts et des sciences, sur la formation des peuples et leur histoire. Il considère la Raison et la Liberté comme des produits d'une langue originelle et « naturelle », et la Religion comme la plus haute expression de l'Humanité. La variété des milieux, des circonstances historiques, sociales et psychologiques explique les multiples facettes des différents peuples, qui, malgré leurs différences, sont également respectables.

« [Herder] interprète l'histoire humaine comme un prolongement logique (vernunftgeleitete Fortsetzung) de l'histoire naturelle : ainsi, de même que l'organisation du vivant est d'abord conditionnée par sa vigueur organique et son environnement, le développement de la culture d'un peuple, lorsqu'il prospère, est d'abord dicté par son caractère ou son « génie » propre et par les conditions physiques (le climat) du pays ou de la terre où il vit. Ces deux déterminants s'influencent mutuellement, et à plusieurs niveaux : chaque climat forge la sensibilité et la mentalité d'un peuple, et le peuple transforme le paysage en le conformant à ses besoins, c'est-à-dire en le cultivant. Au cours de son histoire, chaque culture forme ainsi une unité organique du peuple et de son terroir, qui est unique en son genre, car tout peuple possède ses facultés (Anlagen) particulières, et chaque pays offre des conditions spécifiques, notamment pour la nourriture. (...) Il se développe ainsi à travers le monde une multitude de formes culturelles uniques, irréductibles l'une à l'autre, toutes également légitimes, et c'est même là que réside, dit Herder, à l'encontre du concept d'histoire universelle des Lumières, le principe de l'Histoire.
Il entre dans la perfection de la nature humaine qu'elle prospère sous tous les cieux, à toutes les époques et quels que soient les modes de vie.
La multitude des paysages et de leur genre n'est que le reflet géo-matériel de la variété de ces cultures. »

— Thomas Kirchhoff, Ludwig Trepl, Landschaft, Wildnis, Ökosystem: zur kulturell bedingten Vieldeutigkeit ästhetischer, moralischer und theoretischer Naturauffassungen. Einleitender Überblick
Entre 1785 et 1797 il publia l’édition allemande de l’Anthologie grecque (sous le titre de Zerstreuten Blätter). En 1787 il fut élu membre honoraire de l’Académie royale des sciences de Prusse. La même année paraissait un exposé et une apologie de la pensée de Spinoza : « Sur Dieu. Entretiens » (Gott. Einige Gespräche). Il écrivit enfin un livre de lecture, Buchstaben- und Lesebuch. Il a fait la louange des Élégies romaines de Goethe, qui par leur sensualité avaient choqué la bonne société de Weimar.

### Le voyage en Italie et la rupture avec Goethe
Au cours des années 1788–1789, Herder accompagna le chanoine Johann Friedrich Hugo von Dalberg pour un nouveau voyage en Italie. À Rome, il fut présenté au salon de la duchesse Anne-Amélie de Brunswick, elle-même en voyage, et se lia d'amitié avec la portraitiste Angelika Kauffmann. Johann Friedrich Reiffenstein (de), Johann Heinrich Wilhelm Tischbein et Johann Heinrich Meyer lui firent visiter Rome. C'est là qu'il reçut une offre intéressante de l'université de Göttingen. Il poursuivit par Naples, et effectua le voyage de retour par Florence, Venise et Milan.
Goethe s'efforçait de retenir Herder à Weimar et parvint à trouver une solution avec le duc. Herder prolongea ses engagements à contrecœur. Miné par la maladie, trouvant sa situation matérielle à peine améliorée, il ne pouvait démissionner qu'en rompant définitivement avec Goethe. Depuis longtemps, Herder était jaloux de l’intimité croissante entre Goethe et Schiller. Et puis les deux hommes divergeaient quant à l'appréciation des bouleversements sociaux de l'époque, et en particulier à propos de la Révolution française de 1789, que Herder salua d'abord. C'est ainsi que Herder finit par s'isoler et par s'emmurer dans l'amertume.
En 1792, Herder donna un billet critique enthousiaste (« Une tragédie à l'orientale ») à propos de la Sakontala de Johann Georg Adam Forster. Mais il laissa inachevées ses « Idées sur la philosophie de l'Histoire » et ses « Lettres sur la promotion de l'Humanité » (Briefe zur Beförderung der Humanität, 1793–1797) sont empreintes de pessimisme. Les dilemmes de conscience que lui posaient la philosophie de Kant, le Classicisme de Schiller et de Goethe, revenaient désormais de plus en plus souvent dans la production littéraire de Herder.
Il fit la connaissance de Novalis, qui s'enthousiasmait à l'idée d'un ordre nouveau, cosmopolite et républicain. Herder, qui à plusieurs reprises avait dû reprendre ses « Idées sur la philosophie de l'Histoire » (Ideen zur Philosophie der Geschichte der Menschheit), à la fois par une forme d'autocensure et sous la pression des autorités, n'éprouvait aucune sympathie pour la monarchie. Pourtant, s'il nourrit d'abord quelques illusions avec la Révolution française, il finit par s'en défier (comme d'ailleurs Schiller), surtout après les Massacres de Septembre (1792).

### Dernières œuvres
Les essais les plus réussis de Herder sont sans doute ses « Essais chrétiens » (Christliche Schriften, 1796–1799), dans lesquels il exprime sa passion pour l'essence du Christianisme, et les essais rédigés pour la revue Les Heures de Schiller. Avec sa Métacritique de la critique de la raison pure (1799) et sa théorie esthétique exposée dans Kalligone (1800), il rompit définitivement avec la philosophie transcendentale de Kant : la Raison dépend de l'Expérience et doit d'abord se former ; on ne peut postuler qu'elle précède toute expérience. Hamann et Herder reprochent à Kant d'avoir négligé le langage comme source originelle de la Connaissance. Herder précise à ce propos que dès la perception, l'Homme idéalise l'objet.
Le Beau, selon Herder, n'est pas (comme l'a affirmé Kant) un jugement subjectif qui serait l'objet d'une satisfaction désintéressée, mais « la représentation, l'expression sensuelle qu'on éprouve d'une perfection. » : l’Adrastée de Herder (1801–1803), par exemple, fera vibrer le Classicisme de tous les poètes-philosophes allemands (Dichter und Denker). Herder redoutait que cette pièce ne fasse de l'ombre au reste de son œuvre ; lui-même se plaignait de n'être qu'« un arbre stérile et une source asséchée », « un âne bâté, un cheval à œillères. » Pour renflouer ses finances, il proposa une pièce, Iduna ou les Pommes d'éternelle jeunesse, à paraître dans les Heures, mais Schiller la refusa. Herder insistait également sur la vocation didactique de la poésie, en quoi il se retournait contre la thèse de l’autonomie de l'art, dont il avait été l'un des promoteurs des décennies plus tôt.
Il se lia d'amitié avec Jean Paul, qui le visitait régulièrement dans les années 1798–1800 . Un autre de ses admirateurs fut Christoph Martin Wieland.
Ses derniers travaux furent consacrés au recueil des Légendes, une adaptation de la romance du Cid et deux tragédies, Prométhée enchaîné et La maison d’Admète. Dès 1802, le prince-électeur de Bavière lui avait adressé une lettre de noblesse.
Malgré deux cures pendant l'été 1802 à Aix-la-Chapelle, et l'été 1803 à Eger, l'aggravation de sa maladie se solda par une rechute à l'automne 1803, qui devait le terrasser : il mourut le 18 décembre suivant.

## De la franc-maçonnerie aux Illuministes

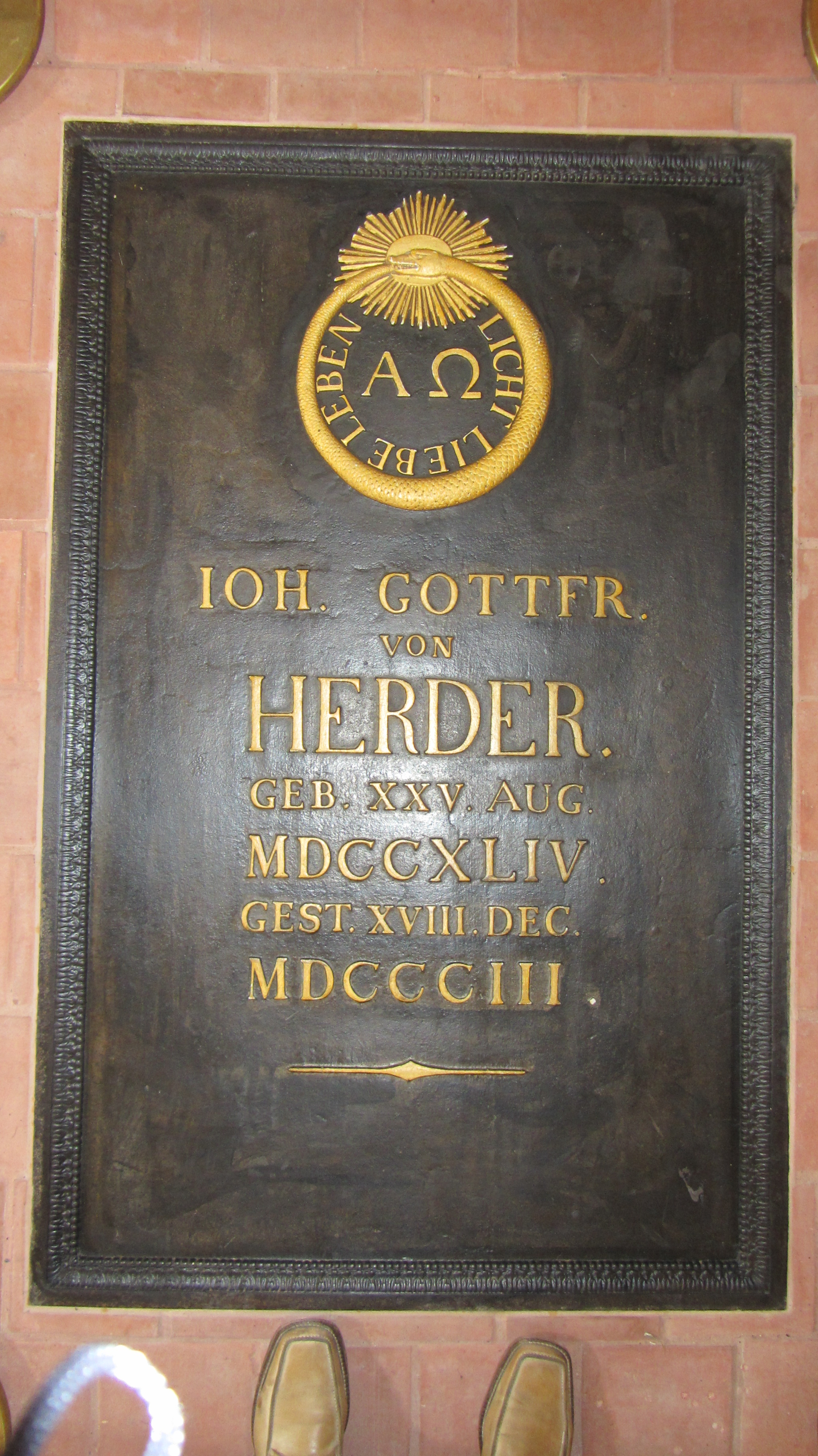
Epitaphe de Herder portant le symbole de la lumière de l’Ouroboros, de l'amour et de la vie.

Il fut reçu franc-maçon à l'âge de 22 ans, lors de son séjour à Riga (1765-66), dans la loge de la Stricte Observance Zum Schwerdt (A l'Epée), fondée en 1750 (qui eut pour premier titre Zum Nordstern (À l’Étoile du Nord)). Il y exerça l'office de secrétaire. Son influence fut prépondérante au sein de l'Ordre allemand, au même titre que Goethe et Wieland. Il soutint la réforme du rite entreprise par Friedrich Ludwig Schröder et même l'encouragea.
Dans un premier „entretien“ il décrit un projet de « confrérie invisible » qui s'inspire de l'essai Ernst und Falk – Gespräche für Freymäurer de Lessing : la loge est un concile de tous les hommes pensants, de tous les pays. Faust ou Gutenberg en sont les Grands maîtres. Le ressort de cette société cosmopolite est l’Humanité.
Dans la 8e livraison de la revue Adrastée de Herder, parue au mois d'avril 1803, il publie de nouveaux articles sur les francs-maçons : à l'instar du Ernst und Falk – Gespräche für Freymäurer de Lessing, il imagine un dialogue entre Faust, Horst et Linda, poursuit avec l’histoire du Sceau de Salomon et conclut par le Trône de Salomon. Sa passion pour la franc-maçonnerie remonte à sa correspondance avec Friedrich Ludwig Schröder.
Herder est enfin l'un des 1 500 membres identifiés des « Illuminés de Bavière »: le 1er juillet 1783, sous le nom de « Damasus Pontifex », Herder fut initié, à Weimar, dans la loge illuministe Amalia, présidée par son frère en maçonnerie Bode; quatre mois après, Goethe l'y rejoignit .

## Sa pensée
Herder est connu dans l'histoire littéraire allemande comme étant l'inspirateur dans leur période Sturm und Drang des jeunes Goethe et Schiller qu'il influença dans leurs premières œuvres (Goethe, Les Souffrances du jeune Werther, 1774; Friedrich Schiller, Les Brigands, 1782). Il est avec Johann Georg Hamann l'un des théoriciens du Sturm und Drang.

### Philosophie de l'histoire
Herder a notamment formulé une vive critique des lumières françaises, des thèses des philosophes des Lumières comme Voltaire sur le sens de l'Histoire. Selon Pierre Pénisson, il est « contre les Lumières françaises coupables d'hégémonie linguistique, par excellence en la personne de Voltaire, et d'une dangereuse prétention à incarner l'universel et le “summum” de l'histoire (Auch eine Philosophie der Geschichte, 1774), ce qui a pour effet de laminer toute altérité historique ou “culturelle” ». Considéré par Charles Taylor (The importance of Herder) comme un des pères fondateurs du relativisme culturel, il aurait remis en cause l'idée de supériorité de nature de la civilisation européenne, tandis que Sternhell demande, à l'opposé : « où réside la signification historique de Herder, sinon dans sa contribution à la poussée du nationalisme ? ». Pierre Pénisson observe en fait qu'en s'insurgeant contre le « modèle » français des Lumières, « puis contre tout modèle », Herder va pendant quelques années développer « la pensée d'une littérature “nationale” », et ce « avec les élans stylistiques débridés du Sturm und Drang ». Cette question, ajoute Penisson, a été bien sûr « instrumentalisée par le nationalisme allemand et le nazisme même » (avec des amputations des œuvres du penseur à la publication « de tout ce qui n'allait pas dans ce sens »): il en resterait, selon Pierre Penisson, certains effets « dans les nationalismes actuels, voire dans les débats universalisme — culturalisme ».
Selon Herder, on ne saurait penser l'histoire à l'aide de la catégorie de progrès. Chaque culture doit être considérée comme sa propre finalité. Quant à la finalité de l'ensemble du monde humain, elle est insaisissable à l'esprit humain.[réf. souhaitée]

### Liberté et origine de la langue
Pour Herder, la notion de Deutsche Nation désigne donc « ce qui serait capable de s'émanciper de la présence ou du modèle français, voire de tout modèle et tutelle [Vorbild] », et c'est la langue (die Sprache) qui constitue « l'élément de cette liberté », laquelle langue  n'est pas « une invention divine », mais « une humaine production de sens entre individus communiquant entre eux ».
En ce qui concerne l'origine du langage, Herder défend l'idée que ce n'est pas Dieu qui en fit don à l'homme – s'opposant en cela à Süssmilch –, mais que c'est l'homme qui l'inventa (« Diese Besonnenheit ist ihm charakteristisch eigen und seiner Gattung wesentlich: so auch Sprache und eigne Erfindung der Sprache. »), ou, plus profondément, qu'il se confond avec sa nature. L'homme est fait pour contempler le monde. Il en sépare un objet donné, par exemple le mouton. Il exprime alors dans le médium sonore le caractère le plus frappant de cet étant. Tu es celui qui bêle ! Contrairement à la vue, trop riche, et au toucher, trop pauvre, le son allie la clarté et la richesse des déterminations. Il peut donc dire le monde.
Notons néanmoins que le spécialiste anglais de Herder, Michael Forster estime que ce discours sur l'origine de la langue donne une image fausse de la pensée linguistique de Herder. Héritier de Leibniz et de Wolff, Herder serait le véritable fondateur de la tradition allemande de la philosophie du langage, dont les représentants les plus connus sont Schleiermacher, Humboldt et Hegel. La philosophie du langage de Herder, qui se prolonge en herméneutique et en traductologie, est fondée sur trois thèses essentielles. La première veut que nous ne pensions que dans la mesure où nous parlons. C'est un principe expressiviste, comme le dit Charles Taylor. La deuxième assimile, avant Wittgenstein, la signification et l'usage du mot. Enfin la troisième rattache étroitement le sens du mot et les sensations et affects du locuteur. Le mot n'est pas qu'un concept logique, il est tout autant le résumé audible d'un état d'âme. On ne saurait d'ailleurs distinguer absolument le contenu logique du contenu affectif de la signification.
Herder a eu une profonde influence sur l'anthropologie, la géographie, la philosophie de l'histoire et la pensée du langage de Wilhelm von Humboldt. La thèse que la langue est 'l'organe de la pensée' que Humboldt prône lui vient directement de Herder. Et lorsque Humboldt affirme que toute pensée est pensée en langue (Sprachdenken), il pense le langage et la langue comme Herder. C'est ce que montre Jürgen Trabant (The Jürgen Trabant Wilhelm von Humboldt. Lecture sur le site du « Rouen Ethnolinguistics Project »).

## Œuvres principales
- Fragments sur la littérature allemande moderne (1767)
- Sylves critiques (1769)
- Traité sur l'origine des langues (1771) (nouvelle trad. Lionel Duvoy, Paris, Allia, 2010, 192 p.  (ISBN 978-2-84485-363-9))
- Du connaître et du sentir de l'âme humaine : observations et rêves  (trad. de l'allemand), Paris, Allia, 2013, 112 p. (ISBN 978-2-84485-711-8)
- Une nouvelle philosophie de l'histoire (1774)
- Le Plus Ancien Document sur l’histoire du genre humain (1774)
- Volkslieder (Munich : G.Müller, 1778)[25]
- Voix des peuples[26], poésies populaires (Stimmen der Völker in Liedern, 1778-1779 et Hade a.d.S., 1807)
- Esprit de la poésie hébraïque (1782-1784)
- Histoire de la poésie des Hébreux, trad. A de Carlowitz, éd. Didier, 1846
- Idées pour une philosophie de l’histoire de l’humanité (1784-1791), trad. Edgar Quinet, introduction, notes et dossier par Marc Crépon, Paris, Presses-Pocket, Agora, 1991.
- Lettres pour l'avancement de l'humanité (1793-1797) (Traduction inédite de deux textes importants, tirés de l' Adrastea et des Lettres pour l'avancement de l'Humanité, consacrés à la franc-maçonnerie et à Benjamin Franklin, parus aux éditions Grammata)
- Écrits chrétiens (1796-1799)
- Entendement et expérience : une métacritique de la critique de la raison pure (1799), trad. fr. Michel Espagne, Paris, PUF, coll. Épiméthée, 374 p., 2022  (ISBN 978-2130833758)
- Kalligone (contre la critique du jugement de Kant) (1800)
- Le Cid (1802)